# Jacques Vandenhaute
 (février 2022).
Si vous disposez d'ouvrages ou d'articles de référence ou si vous connaissez des sites web de qualité traitant du thème abordé ici, merci de compléter l'article en donnant les références utiles à sa vérifiabilité et en les liant à la section « Notes et références ».
Jacques Vandenhaute, né le 3 septembre 1931 à Etterbeek et mort le 27 décembre 2014 à Woluwe-Saint-Pierre est un homme politique belge francophone, membre du MR.
Il est diplômé des hautes études commerciales de Lausanne et chef d'entreprise dans le secteur du tourisme.
En 1983, il accède au mayorat de Woluwe-Saint-Pierre. Il y restera pendant 24 ans, jouissant dans sa commune d'une grande popularité. Il décrochera d'ailleurs régulièrement la majorité absolue avec sa Liste du Bourgmestre, essentiellement composée de membres du MR, comme lui.
En octobre 2014, Jacques Vandenhaute est acquitté par le tribunal correctionnel de Bruxelles où il était jugé pour abus de biens sociaux. Cette affaire lui avait coûté son poste de bourgmestre en 2007.

## Distinctions[5]
- Officier de l'Ordre de la Couronne ;
- Chevalier de l'ordre de Léopold;
- Croix d'officier de l'ordre du Mérite de la République de Pologne;
- décoration de la Corée du Sud.

## Fonctions politiques
- Échevin des sports, de la culture et de la jeunesse de Woluwe-Saint-Pierre (1971-1975)
- Échevin des sports, du développement économique et des indépendants de Woluwe-Saint-Pierre (1977-1983)
- Sénateur belge du 23 novembre 1981 au 21 mai 1995
- Membre du Conseil de la Région de Bruxelles-Capitale du 18 juin 1989 au 17 décembre 1991
- Député fédéral belge du 21 mai 1995 au 5 mai 1999, et Questeur de la Chambre des Représentants
- Vice-Président du Conseil de la Communauté Française (1985-1989)
- Vice-Président du Conseil de la Région Bruxelles Capitale (1989-1992)
- Secrétaire du Conseil de la Communauté Française (1992)
- Député
  - Questeur de la chambre des Représentants (1995-1999)
- Sénateur honoraire (1999-2014)

## Mandats non politiques
- Président et Fondateur de l'asbl UBCNA, Union Belge Contre les Nuisances des Avions, poste qu'il a occupé de 1991 à 2006, avec Philippe Touwaide à ses côtés comme Administrateur-délégué (1991-2001) puis Peggy Cortois (2002-2017).
- Bourgmestre de Woluwe-Saint-Pierre de 1983 à 2007, déchu de ses fonctions pour dépassement de dépenses électorales
- Élu conseiller communal sur la liste Gestion Communale aux élections communales de 2012 avec Dominique Harmel ; les deux sièges de cette liste confortent la nouvelle majorité avec le FDF, cdH et ECOLO pour renverser le Bourgmestre sortant Willem Draps

- Fait partie de la nouvelle majorité avec Benoît Cerexhe comme Bourgmestre

## Publications
- Choisissons notre avenir, Éditions Delta (1985)
- Belges, Réveillez-vous, Éditions Delta (1981)